# Francis Ford Coppola

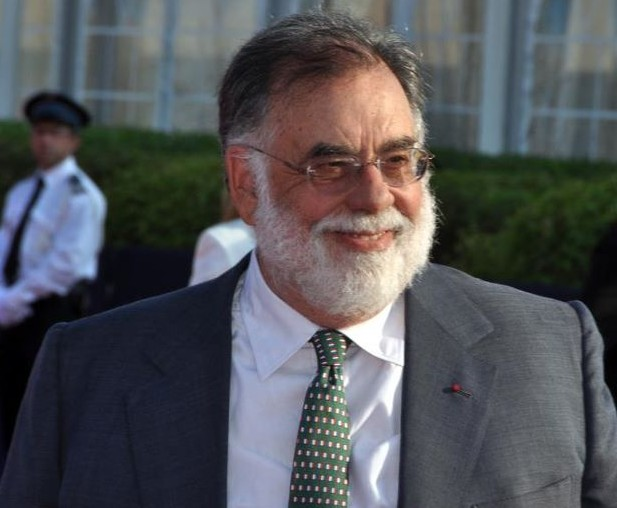
Francis Ford Coppola, 2011

Francis Ford Coppola (* 7. April 1939 in Detroit, Michigan) ist ein US-amerikanischer Regisseur, Drehbuchautor und Filmproduzent. Als Regisseur von Klassikern wie der Pate-Trilogie und Apocalypse Now zählt er zu den bedeutendsten Filmschaffenden des US-amerikanischen Kinos und als wichtiger Vertreter des New Hollywood.
Da er dem etablierten Studiobetrieb Hollywoods kritisch gegenüberstand, gründete Coppola 1969 das unabhängige Filmstudio American Zoetrope, wo unter anderem die ersten Filme von George Lucas verwirklicht wurden. Nachdem er mit dem Studio in finanzielle Schwierigkeiten geraten war, inszenierte Coppola ab Mitte der 1980er Jahre auch kommerziell ausgerichtete Filme mit geringerem künstlerischen Anspruch.

## Leben

### Kindheit und Jugend
Er wurde 1939 als Sohn des Musikers und Komponisten Carmine Coppola und der italienischen Schauspielerin Italia Pennino in Detroit geboren. Er hat zwei Geschwister, den älteren Bruder August Floyd Coppola und die jüngere Schwester Talia Shire. Sein Bruder ist der Vater des Schauspielers Nicolas Cage. Sein zweiter Name Ford stammte aus einer früheren Arbeit seines Vaters als Arrangeur für die Ford Sunday Evening Hour des CBS Radio. Unmittelbar nach Coppolas Geburt zog die Familie nach New York City um.
Im Alter von zehn Jahren erkrankte Coppola während eines Ausflugs der Pfadfinder an Polio, wodurch seine linke Körperhälfte gelähmt wurde. Die folgenden neun Monate im Bett verbringend, schaute Coppola häufiger Fernsehen und führte Marionettenspiele zur Unterhaltung anderer vor. Coppola akzeptierte die Tatsache, dass er nie wieder würde laufen können, aber sein Vater besorgte ihm einen Physiotherapeuten, mit dessen Hilfe sich Coppolas Zustand allmählich so verbesserte, dass er wieder in der Lage war, die Schule zu besuchen. Nachdem er sich nahezu vollständig erholt hatte, bekam er von seinen Eltern eine 8-Millimeter-Filmkamera geschenkt, mit der er seine ersten Filmaufnahmen machte.

### Ausbildung
Er schrieb sich in die New York Military Academy ein, in der Erwartung seines Vaters, dort das Tubaspielen zu erlernen. In der Schule brachte er stets gute Leistungen; zu seinen Kameraden verhielt er sich vorlaut, aber hilfsbereit. Nach 18 Monaten auf der High School brach er den Unterricht ab und zog sich in Manhattan zurück. Nach seiner Rückkehr auf die High School spielte er wieder Tuba und schrieb seine ersten eigenen Stücke.
Nach seinem Abschluss erhielt er einen Platz für ein Stipendium in der Hofstra University, wo zuvor bereits sein Bruder studiert hatte. Dort belegte Coppola verschiedene Theaterseminare und inszenierte erste Bühnenauftritte. Ein Film, der ihn zu dieser Zeit inspirierte, war Sergei Michailowitsch Eisensteins Zehn Tage, die die Welt erschütterten (1927).
Nach dem Studium entschloss Coppola sich 1959, an der Filmhochschule University of California, Los Angeles weiterzustudieren. Während des Studiums traf er auf den unabhängigen Autorenfilmer Roger Corman und wurde dessen Assistent. Er half Corman bei der Produktion einiger Filme, darunter zum Beispiel The Terror – Schloß des Schreckens, nahm dabei die Aufgaben eines Drehbuchautors, Produktionsassistenten, Tonmeisters und Regisseurs wahr und eignete sich so praktische Erfahrungen im Filmbereich an. Während seiner Studienzeit war er auch an Produktionen mehrerer kleiner Horror- und Erotikfilme beteiligt. Sein Regiedebüt gab er 1961 mit dem Western Das gibt es nur im Wilden Westen, danach drehte er 1963 den Horrorfilm Dementia 13. Das Drehbuch dieses Schwarz-Weiß-Films, der von einem Serienmörder handelt, schrieb er selbst. Dementia 13 wurde mit einem Budget von rund 20.000 US-Dollar in Irland gedreht. 1968 beendete er sein Studium in Los Angeles mit der besten Note seines Jahrgangs.

### Etablierung als Filmemacher

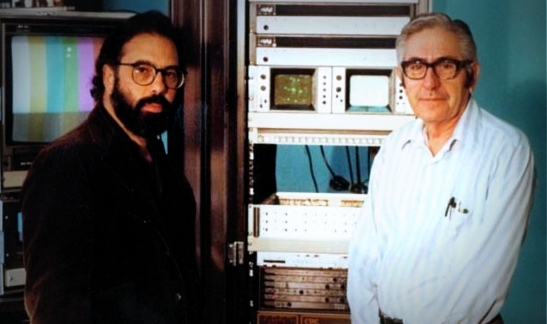
Coppola (links) mit Petro Vlahos

Coppola nahm eine Stelle im Drehbuchteam von Warner Bros.-Seven Arts ein und wurde mit der Verfilmung des Broadway-Hits Finian’s Rainbow von 1947 beauftragt. Im Juni 1968 begann er mit den Dreharbeiten zu Der goldene Regenbogen und begegnete dort George Lucas, der am Samuel-Warner-Memorial-Stipendium teilnahm. Coppola nahm Lucas als Assistenten für die Dreharbeiten an Der goldene Regenbogen. Dabei ging Lucas mit einer Sofortbildkamera über das Set und schoss Bilder möglicher Kameraeinstellungen. Der Film floppte an den Kinokassen und der Umstand, dass ein Weißer dadurch bestraft wird, dass er zu einem Schwarzen wird, trug ihm den Vorwurf des Rassismus ein.
Bis zum Ende der Dreharbeiten waren Coppola und Lucas gute Freunde geworden. Er erzählte Lucas, dass er plane, ein Roadmovie nach der Vorlage einer eigenen Kurzgeschichte mit dem Titel Echoes zu drehen. Liebe niemals einen Fremden erzählt die Geschichte einer schwangeren Frau, die ihren Ehemann eines Nachts verlässt und sich mit einem Tramper auf eine ziellose Reise begibt. Dabei wollte Coppola selbst zusammen mit Lucas während einer Reise von New York nach Nebraska den Film drehen, möglichst unabhängig von Hollywoods Filmstudios. Da Lucas zu dieser Zeit sein eigenes Projekt mit THX 1138 beginnen wollte, machte Coppola Lucas ein Angebot. Er versprach, eine Absprache mit Warner Bros.-Seven Arts zu treffen, damit Lucas vom Studio dafür bezahlt würde, ein Drehbuch für THX 1138 zu schreiben. So konnte Lucas ihn als Assistent bei Liebe niemals einen Fremden begleiten und während der Reise gleichzeitig an THX 1138 arbeiten.
Coppola, der sich schon längere Zeit von Hollywoods Filmindustrie abwenden wollte, schlug Lucas vor, ein unabhängiges Studio zu gründen. Nach einer Tagung mit dem Filmemacher John Korty, der von seiner dritten Produktion in seinem eigenen Studio berichtete, beschlossen Lucas und Coppola, das Studio Korty Films zu besichtigen. Coppola schaute sich noch andere unabhängige Studios an. So besichtigte er eine kleine Firma namens Lanterna Films in Dänemark und bekam ein Zoetrop als Andenken an seinen Besuch geschenkt. Bald darauf bestellte er zusammen mit Lucas hochwertige Filmausrüstung und kümmerte sich um Räumlichkeiten, die er 1969 in San Francisco gefunden hatte. Seiner Produktionsfirma gab er den Namen American Zoetrope.

### Weiterer Lebensweg

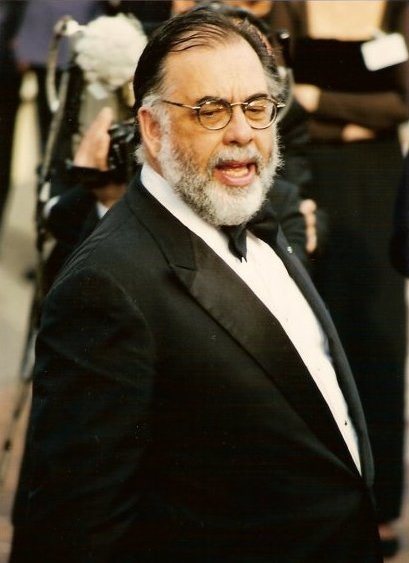
Francis Ford Coppola (1996)

Coppola wurde die Verfilmung des Mafiaepos Der Pate (The Godfather) nach dem Roman von Mario Puzo aus dem Jahr 1969 angeboten. Dies wurde sein Durchbruch als Regisseur. Die zwei Jahre später veröffentlichte Fortsetzung war bei Kritik und Publikum ebenfalls sehr erfolgreich. Coppolas letzter großer Erfolg war 1979 das Vietnam-Epos Apocalypse Now, in dem unter anderem auch Marlon Brando und Robert Duvall aus Der Pate mitspielten. Erst nach einer dreijährigen Drehdauer (1976 bis 1979) konnte Coppola den Antikriegsfilm fertigstellen. In der Produktionszeit kam es zu Differenzen mit dem Filmverleih United Artists. Trotzdem wurde das Werk zu einem finanziellen und künstlerischen Erfolg.
Nach dem Flop Einer mit Herz (1982) drehte Coppola tendenziell ambitionierte Arbeiten, mit denen er seine Schulden abbezahlen konnte. So entstanden im Jahr 1983 die auf Romanen von Susan E. Hinton basierenden Coming-of-Age-Filme Die Outsider und Rumble Fish. Die von Coppola eingesetzten Schauspieler wurden als Brat Pack die Jungstars ihrer Generation. Die Outsider war trotz nur gemischter Kritiken ein kommerzieller Erfolg, während der in Schwarzweiß gefilmte Rumble Fish an den Kinokassen floppte. Sein Wunschfilm Cotton Club wurde 1984 ein erneuter Misserfolg, doch folgte anschließend Peggy Sue hat geheiratet.
So sah er sich entgegen vorherigen Beteuerungen 1990 doch gezwungen, Der Pate III zu drehen; die Kritik reagierte verhalten. Gleiches gilt für den Kinderfilm Jack mit Robin Williams und die John-Grisham-Verfilmung Der Regenmacher. Ein danach geplantes Projekt, das ihm schon lange am Herzen lag, Megalopolis, kam zunächst nicht zustande. Dafür veröffentlichte er 2007 den weitaus persönlicheren Film Jugend ohne Jugend, über Alter, Tod, Angst, Liebe, Sprache, Frühgeschichte, Traum, Reinkarnation und Atomwaffen. Mit dem vollständig digital gedrehten Film brachte er es auf die Titelseite der renommierten französischen Filmzeitschrift Cahiers du cinéma. Die Kritik in den Vereinigten Staaten reagierte jedoch eher ablehnend.
Als Nächstes wurde im Jahr 2009 sein Filmdrama Tetro veröffentlicht, dem 2011 der Horrorthriller Twixt – Virginias Geheimnis folgte. Im Anschluss widmete er sich dem Experimentalfilmprojekt Distant Vision, das 2016 an der UCLA School of Theater, Film and Television gezeigt wurde. Für Dezember 2020 war die Veröffentlichung einer von Coppola bearbeiteten neuen Schnittfassung von Der Pate III angekündigt, die insbesondere am Beginn und Ende von der bekannten Filmfassung abweicht. Zudem trägt der Film den Titel Mario Puzo’s The Godfather, Coda: The Death of Michael Corleone. Unter diesem Titel lief der Film im Dezember in einigen US-amerikanischen Kinos an. Der deutschsprachige Titel lautet Der Pate, Epilog: Der Tod von Michael Corleone. Von November 2022 bis März 2023 fanden unter seiner Regie die Dreharbeiten zu Megalopolis statt. Ein Jahr später wurde das Werk in den Hauptwettbewerb des Filmfestivals von Cannes aufgenommen.

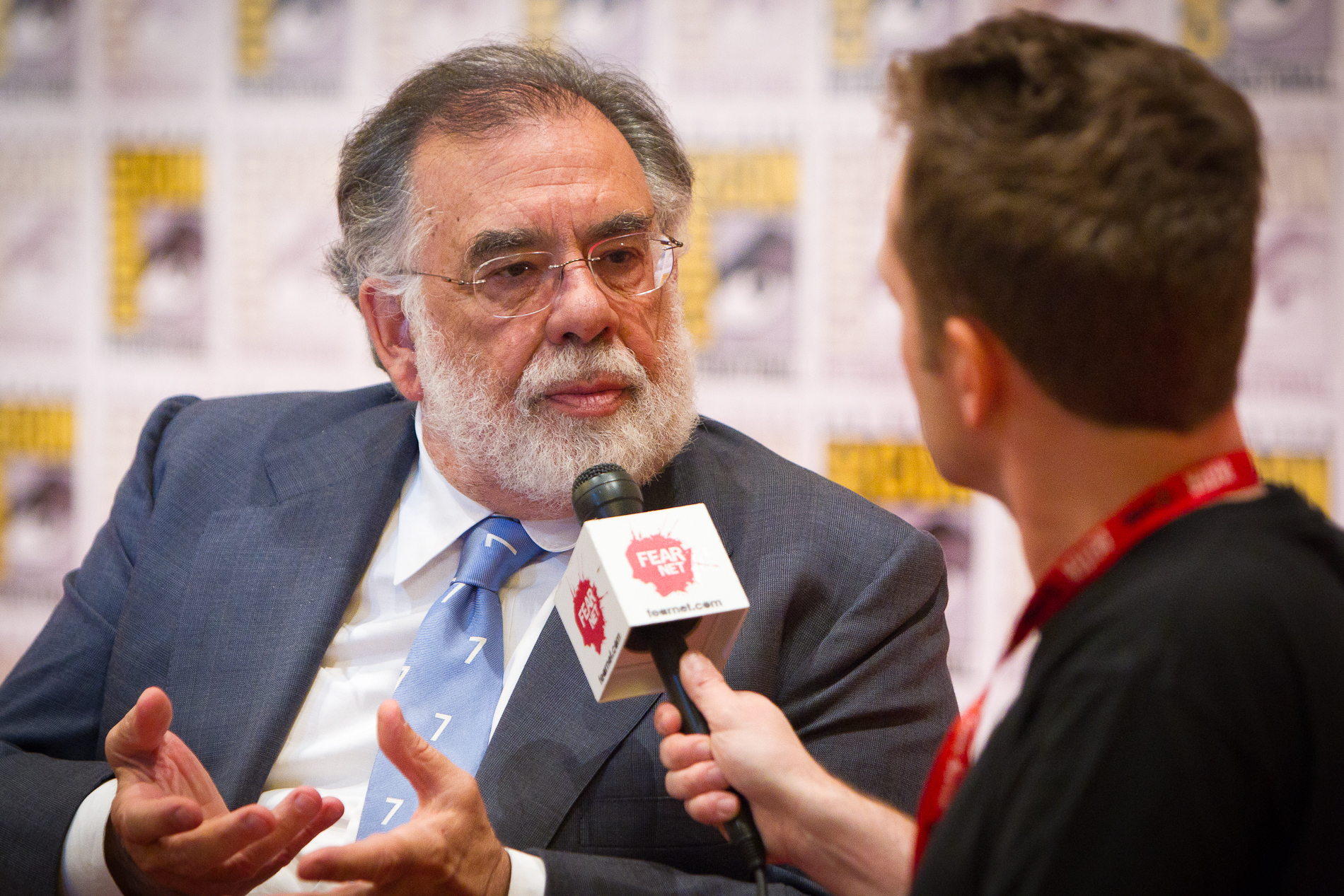
Francis Ford Coppola, 2011

Coppola produzierte zahlreiche Kinofilme anderer Regisseure, darunter George Lucas’ American Graffiti (1973), Akira Kurosawas Kagemusha – Der Schatten des Kriegers (1980), Godfrey Reggios Koyaanisqatsi (1983), Paul Schraders Mishima – Ein Leben in vier Kapiteln (1985) und Tim Burtons Sleepy Hollow (1999). Für Jack Claytons mehrfach ausgezeichneten Film Der große Gatsby (1974) schrieb er das Drehbuch. Coppola gelang damit eine werkgetreue und dennoch Hollywood-gerechte Adaption von Fitzgeralds Roman, an der unter anderem Truman Capote gescheitert war. Finanzielle Einnahmen erzielt Coppola heute vor allem mit seinem Weingut.
In der Fernsehserie The Offer aus dem Jahr 2022 über die Entstehung von Der Pate wird er von Dan Fogler gespielt.

### Privates
Coppola war von 1963 bis zu ihrem Tod im April 2024 mit der Dokumentarfilmerin Eleanor Coppola verheiratet, die er am Set von Dementia 13 kennengelernt hatte. Er ist der Bruder von Talia Shire, der Vater der Regisseure Sofia Coppola (Lost in Translation) und Roman Coppola (Musikvideos und Kinofilme) sowie der Onkel der US-amerikanischen Schauspieler Nicolas Cage, Jason Schwartzman und Robert Coppola Schwartzman. Sein ältester Sohn, Gian-Carlo, kam 1986 bei einem von Griffin O’Neal verursachten Bootsunfall ums Leben. Gia Coppola (The Last Showgirl), die Tochter von Gian-Carlo und somit Enkelin von Francis Ford, ist ebenfalls Regisseurin.

## Filmografie(Regie)
- 1962: The Bellboy & The Playgirls (Adaption von Mit Eva fing die Sünde an, 1958)
- 1963: The Terror – Schloß des Schreckens (The Terror)
- 1963: Dementia 13
- 1966: Big Boy, jetzt wirst Du ein Mann! (You’re a Big Boy Now)
- 1968: Der goldene Regenbogen (Finian’s Rainbow)
- 1969: Liebe niemals einen Fremden (The Rain People)
- 1972: Der Pate (The Godfather)
- 1974: Der Dialog (The Conversation)
- 1974: Der Pate – Teil II (The Godfather: Part II)
- 1979: Apocalypse Now
- 1982: Einer mit Herz (One from the Heart)
- 1983: Die Outsider (The Outsiders)
- 1983: Rumble Fish
- 1984: Cotton Club
- 1986: Captain EO
- 1986: Peggy Sue hat geheiratet (Peggy Sue Got Married)
- 1987: Der steinerne Garten (Gardens of Stone)
- 1988: Tucker (Tucker: The Man and His Dream)
- 1989: New Yorker Geschichten (zweite Episode: Leben ohne Zoe)
- 1990: Der Pate III (The Godfather Part III)
- 1992: Bram Stoker’s Dracula
- 1996: Jack
- 1997: Der Regenmacher (The Rainmaker)
- 2000: Supernova – Schnitt
- 2007: Jugend ohne Jugend (Youth without Youth)
- 2009: Tetro
- 2011: Twixt
- 2024: Megalopolis

## Auszeichnungen
Francis Ford Coppola erhielt bisher insgesamt fünf Oscars bei vierzehn Nominierungen. Er erhielt die Auszeichnung im Jahr 1971 für das Drehbuch für (das nicht von ihm inszenierte) Patton – Rebell in Uniform, 1972 für das Skript zu Der Pate sowie 1975 für Produktion, Regie und Drehbuch für Der Pate – Teil II.
| Platz | Film               |
| ----- | ------------------ |
| 02    | Der Pate           |
| 04    | Der Pate – Teil II |
| 54    | Apocalypse Now     |

### Oscar
- 2011: Irving G. Thalberg Memorial Award

(die Verleihung fand bereits 2010 statt)

#### Als Regisseur
- 1973: Nominiert für Der Pate
- 1975: Oscar für Der Pate – Teil II
- 1980: Nominiert für Apocalypse Now
- 1991: Nominiert für Der Pate III

#### Als Drehbuchautor
- 1971: Oscar für Patton – Rebell in Uniform
- 1973: Oscar für Der Pate
- 1975: Oscar für Der Pate – Teil II
- 1975: Nominiert für Der Dialog
- 1980: Nominiert für Apocalypse Now

#### Als Produzent
- 1974: Nominiert für American Graffiti
- 1975: Oscar für Der Pate – Teil II
- 1975: Nominiert für Der Dialog
- 1980: Nominiert für Apocalypse Now (mit Fred Roos, Gray Frederickson und Tom Sternberg)
- 1991: Nominiert für Der Pate III

(jeweils in der Kategorie „Bester Film“)

### Golden Globe Award

#### Als Regisseur
- 1973: Golden Globe für Der Pate
- 1975: Nominiert für Der Dialog
- 1975: Nominiert für Der Pate – Teil II
- 1980: Golden Globe für Apocalypse Now
- 1985: Nominiert für Cotton Club
- 1991: Nominiert für Der Pate III

#### Als Drehbuchautor
- 1973: Golden Globe für Der Pate
- 1975: Nominiert für Der Dialog
- 1975: Nominiert für Der Pate – Teil II
- 1991: Nominiert für Der Pate III

#### Als Produzent
- 1974: Golden Globe für American Graffiti (bester Film – Comedy/Musical)
- 1975: Nominiert für Der Pate – Teil II (bester Film – Drama)
- 1975: Nominiert für Der Dialog (bester Film – Drama)
- 1980: Nominiert für Apocalypse Now (bester Film – Drama)
- 1991: Nominiert für Der Pate III (bester Film – Drama)

### Goldene Himbeere
- 2025: Goldene Himbeere für Megalopolis (schlechteste Regie)
- 2025: Nominiert für Megalopolis (schlechtestes Drehbuch)

### Weitere Auszeichnungen
- 2010 wurde Coppola in die American Academy of Arts and Sciences gewählt.
- 2013 wurde er mit dem japanischen Praemium Imperiale geehrt, oft als Nobelpreis der Künste bezeichnet.
- 2015 wurden ihm der Prinzessin-von-Asturien-Preis und der Orden des Sterns von Italien zugesprochen.
- 2025 AFI Life Achievement Award